# Kolimacja (geodezja)
Kolimacja – nieprostopadłość osi celowej do poziomej osi obrotu lunety. 
Oś obrotu z osią lunety tworzy kąt  90º + c, gdzie c jest kolimacją. Średnia z odczytów w dwóch położeniach lunety jest wolna od wpływu kolimacji.
Ponieważ oś celowa wyznacza środek krzyża nitek i środek układu optycznego lunety, który przy różnym ogniskowaniu lunety może się przesunąć, co spowoduje zmianę położenia osi celowej i kolimacji. Dlatego zjawisko kolimacji może mieć zmienny wpływ na pomiar dla krótkich i długich celowych w czasie pomiaru na jednym stanowisku.
Badanie wielkości kolimacji przeprowadza się dla celowych o różnej długości od krótkich (5 m) do długich (100 m i ∞). Dla każdej odległości kolimację wyznacza się w kilku seriach, przy poziomej osi celowej celując na wyraźny punkt. Kolimacja wyraża się wzorem:
{\displaystyle c={\frac {H_{II}-H_{I}\pm 200^{g}}{2}}}